# Saison 1931-1932 de la LNH
Saison précédente Saison suivante
La saison 1931-1932 est la quinzième saison de la Ligue nationale de hockey. Les huit équipes engagées ont joué chacune 48 matchs de saison régulière, à la suite de quoi les Maple Leafs de Toronto ont battu les Rangers de New York en 3 matchs en finale de Coupe Stanley.

## Saison régulière
En raison de difficultés financières, les Quakers de Philadelphie sont contraints de mettre fin à leur activité et les Sénateurs d'Ottawa décident de suspendre leur franchise, portant le nombre d'équipes engagées dans la ligue de dix à huit.
L'ancienne Association américaine de hockey (devenue la « Ligue américaine de hockey » l'année précédente) est attaquée par le président de la LNH, Frank Calder, et accusée d'être une ligue hors la loi. En effet, Calder a cité comme raisons, le fait que la AHA avait installé une franchise à Chicago (qui était alors déjà la ville d'une franchise de la LNH) ainsi qu'une franchise à Buffalo où une équipe de LNH avait déjà mis en place une affiliation avec une équipe de ligue mineure. Pour résoudre le problème, l'équipe de Buffalo est dissoute et Calder réussit, après des négociations, à faire fusionner l'équipe de Chicago de l'AHA, les Shamrocks de Chicago de James Norris et les Falcons de Détroit qui frôlaient alors la faillite. 
C'est également l'année de la construction de la patinoire de la franchise de Toronto : le Maple Leaf Gardens et ceci en grande partie grâce aux efforts combinés de Conn Smythe et de Frank Selke. La fête d'inauguration est tout de même en partie gâchée par une défaite 3 à 1 contre les Black Hawks de Chicago. Le premier but dans la patinoire est marqué par le joueur de Chicago Mush March.

### Classements finaux
Les trois premières équipes de chaque division sont qualifiées pour les séries éliminatoires. Les premiers de chaque division sont directement qualifiés pour les demi-finales alors que les quatre autres équipes jouent un quart de finale. 
| Clt   | Équipe                 | PJ | V  | D  | N | BP  | BC  | Pts |
| ----- | ---------------------- | -- | -- | -- | - | --- | --- | --- |
| +001, | Canadiens de Montréal  | 48 | 25 | 16 | 7 | 128 | 111 | 57  |
| +002, | Maple Leafs de Toronto | 48 | 23 | 18 | 7 | 155 | 127 | 53  |
| +003, | Maroons de Montréal    | 48 | 19 | 22 | 7 | 142 | 139 | 45  |
| +004, | Americans de New York  | 48 | 16 | 24 | 8 | 95  | 142 | 40  |

| Clt   | Équipe                 | PJ | V  | D  | N  | BP  | BC  | Pts |
| ----- | ---------------------- | -- | -- | -- | -- | --- | --- | --- |
| +001, | Rangers de New York    | 48 | 23 | 17 | 8  | 134 | 112 | 54  |
| +002, | Black Hawks de Chicago | 48 | 18 | 19 | 11 | 86  | 101 | 47  |
| +003, | Falcons de Détroit     | 48 | 18 | 20 | 10 | 95  | 108 | 46  |
| +004, | Bruins de Boston       | 48 | 15 | 21 | 12 | 122 | 117 | 42  |

- Vainqueur du trophée O'Brien
- Qualifié pour les demi-finales des séries éliminatoires
- Qualifié pour les quarts de finale des séries éliminatoires

### Meilleurs pointeurs
| Joueur           | Équipe                | PJ | B  | A  | Pts |
| ---------------- | --------------------- | -- | -- | -- | --- |
| Busher Jackson   | Toronto               | 48 | 28 | 25 | 53  |
| Joe Primeau      | Toronto               | 46 | 13 | 37 | 50  |
| Howie Morenz     | Canadiens de Montréal | 48 | 24 | 25 | 49  |
| Charlie Conacher | Toronto               | 44 | 34 | 14 | 48  |
| Bill Cook        | Rangers de New York   | 48 | 33 | 14 | 47  |

## Séries éliminatoires

### Tableau récapitulatif
|  | Quarts de finale       | Quarts de finale       | Quarts de finale       | Quarts de finale       |                        |                        | Demi-finales          | Demi-finales          | Demi-finales          | Demi-finales          |  |  | Finale                  | Finale                  | Finale                  | Finale                  |
|  |                        |                        |                        |                        |                        |                        |                       |                       |                       |                       |  |  |                         |                         |                         |                         |
|  |                        |                        |                        |                        |                        |                        | 24, 26, 27 et 30 mars | 24, 26, 27 et 30 mars | 24, 26, 27 et 30 mars | 24, 26, 27 et 30 mars |  |  | 3, 5, 9, 11 et 14 avril | 3, 5, 9, 11 et 14 avril | 3, 5, 9, 11 et 14 avril | 3, 5, 9, 11 et 14 avril |
|  |                        |                        |                        |                        |                        |                        | 24, 26, 27 et 30 mars | 24, 26, 27 et 30 mars | 24, 26, 27 et 30 mars | 24, 26, 27 et 30 mars |  |  | 3, 5, 9, 11 et 14 avril | 3, 5, 9, 11 et 14 avril | 3, 5, 9, 11 et 14 avril | 3, 5, 9, 11 et 14 avril |
|  |                        |                        |                        |                        |                        |                        | 24, 26, 27 et 30 mars | 24, 26, 27 et 30 mars | 24, 26, 27 et 30 mars | 24, 26, 27 et 30 mars |  |  | 3, 5, 9, 11 et 14 avril | 3, 5, 9, 11 et 14 avril | 3, 5, 9, 11 et 14 avril | 3, 5, 9, 11 et 14 avril |
|  |                        |                        |                        |                        |                        |                        | 24, 26, 27 et 30 mars | 24, 26, 27 et 30 mars | 24, 26, 27 et 30 mars | 24, 26, 27 et 30 mars |  |  | 3, 5, 9, 11 et 14 avril | 3, 5, 9, 11 et 14 avril | 3, 5, 9, 11 et 14 avril | 3, 5, 9, 11 et 14 avril |
|  |                        |                        |                        |                        |                        |                        | 24, 26, 27 et 30 mars | 24, 26, 27 et 30 mars | 24, 26, 27 et 30 mars | 24, 26, 27 et 30 mars |  |  | 3, 5, 9, 11 et 14 avril | 3, 5, 9, 11 et 14 avril | 3, 5, 9, 11 et 14 avril | 3, 5, 9, 11 et 14 avril |
|  | Canadiens de Montréal  | Canadiens de Montréal  | 1                      | 1                      |                        |                        |                       |                       |                       |                       |  |  | 3, 5, 9, 11 et 14 avril | 3, 5, 9, 11 et 14 avril | 3, 5, 9, 11 et 14 avril | 3, 5, 9, 11 et 14 avril |
|  | Canadiens de Montréal  | Canadiens de Montréal  | 1                      | 1                      |                        |                        |                       |                       |                       |                       |  |  | 3, 5, 9, 11 et 14 avril | 3, 5, 9, 11 et 14 avril | 3, 5, 9, 11 et 14 avril | 3, 5, 9, 11 et 14 avril |
|  |                        |                        | Rangers de New York    | Rangers de New York    | 3                      | 3                      |                       |                       |                       |                       |  |  | 3, 5, 9, 11 et 14 avril | 3, 5, 9, 11 et 14 avril | 3, 5, 9, 11 et 14 avril | 3, 5, 9, 11 et 14 avril |
|  |                        |                        |                        |                        | 3                      | 3                      |                       |                       |                       |                       |  |  | 3, 5, 9, 11 et 14 avril | 3, 5, 9, 11 et 14 avril | 3, 5, 9, 11 et 14 avril | 3, 5, 9, 11 et 14 avril |
|  |                        | 29 et 31 mars          |                        |                        |                        |                        |                       |                       |                       |                       |  |  | 3, 5, 9, 11 et 14 avril | 3, 5, 9, 11 et 14 avril | 3, 5, 9, 11 et 14 avril | 3, 5, 9, 11 et 14 avril |
|  |                        |                        |                        |                        |                        |                        |                       |                       |                       |                       |  |  | 3, 5, 9, 11 et 14 avril | 3, 5, 9, 11 et 14 avril | 3, 5, 9, 11 et 14 avril | 3, 5, 9, 11 et 14 avril |
|  | Rangers de New York    | Rangers de New York    | 0                      | 0                      |                        |                        |                       |                       |                       |                       |  |  |                         |                         |                         |                         |
|  | Rangers de New York    | Rangers de New York    | 0                      | 0                      | 27 et 29 mars          |                        |                       |                       |                       |                       |  |  |                         |                         |                         |                         |
|  |                        |                        | Maple Leafs de Toronto | Maple Leafs de Toronto | 3                      | 3                      |                       |                       |                       |                       |  |  |                         |                         |                         |                         |
|  | Black Hawks de Chicago | Black Hawks de Chicago | Maple Leafs de Toronto | Maple Leafs de Toronto | 3                      | 3                      | 2                     | 2                     |                       |                       |  |  |                         |                         |                         |                         |
|  | Black Hawks de Chicago | Black Hawks de Chicago |                        |                        |                        |                        |                       |                       |                       |                       |  |  |                         |                         |                         |                         |
|  | Maple Leafs de Toronto | Maple Leafs de Toronto | 6                      | 6                      |                        |                        |                       |                       |                       |                       |  |  |                         |                         |                         |                         |
|  | Maple Leafs de Toronto | Maple Leafs de Toronto | 6                      | 6                      | Maple Leafs de Toronto | Maple Leafs de Toronto | 4                     | 4                     |                       |                       |  |  |                         |                         |                         |                         |
|  | 27 et 29 mars          |                        |                        |                        | Maple Leafs de Toronto | Maple Leafs de Toronto | 4                     | 4                     |                       |                       |  |  |                         |                         |                         |                         |
|  |                        |                        | Maroons de Montréal    | Maroons de Montréal    | 3                      | 3                      |                       |                       |                       |                       |  |  |                         |                         |                         |                         |
|  | Falcons de Détroit     | Falcons de Détroit     | Maroons de Montréal    | Maroons de Montréal    | 3                      | 3                      | 1                     | 1                     |                       |                       |  |  |                         |                         |                         |                         |
|  | Falcons de Détroit     | Falcons de Détroit     |                        |                        |                        |                        |                       | 1                     |                       |                       |  |  |                         |                         |                         |                         |
|  | Maroons de Montréal    | Maroons de Montréal    | 3                      | 3                      |                        |                        |                       |                       |                       |                       |  |  |                         |                         |                         |                         |
|  | Maroons de Montréal    | Maroons de Montréal    | 3                      | 3                      |                        |                        |                       |                       |                       |                       |  |  |                         |                         |                         |                         |
|  |                        |                        |                        |                        |                        |                        |                       |                       |                       |                       |  |  |                         |                         |                         |                         |

### Finale de Coupe Stanley
La finale de la Coupe se joue au meilleur des 5 matchs entre les Rangers, tombeurs des Canadiens de Montréal, et les Maple Leafs qui ont éliminé deux clubs pour accéder à la finale. Les Maple Leafs remportent le 1er match 6-2 à New York puis le 2e 6-4 à Boston, le Madison Square Garden n'étant pas disponible en raison de la présence d'un cirque. Ils remportent ensuite le 3e match 6-4 à domicile pour s'adjuger la 3e Coupe Stanley de leur histoire.
| 5 avril | New York | 4-6 (1-1, 1-, 2-1) | Toronto | Madison Square Garden 17 000 spectateurs |

| Feuille de match | Feuille de match | Feuille de match                        | Feuille de match | Feuille de match               |
| ---------------- | --- | --------------------------------------- | --- | ------------------------------ |
|                  | Bu. Cook (Bi. Cook, Boucher) — 17 min 25 s Dillon (Murdoch) — 38 min 20 s Johnson — 43 min 35 s Bu. Cook (Boucher) — 46 min 30 s | 0-1 1-1 1-2 1-3 1-4 1-5 2-5 3-5 4-5 4-6 | Day (Cotton) — 4 min 25 s Jackson (Day) — 23 min 35 s Jackson (Horner) — 30 min 20 s Conacher — 30 min 50 s Jackson — 37 min 5 s Horner (Jackson) — 58 min 32 s | Arbitrage : Mallinson Cleghorn |
| Roach            | Gardiens | Chabot                                  | | Arbitrage : Mallinson Cleghorn |
|                  | |                                         | | Arbitrage : Mallinson Cleghorn |
|                  | |                                         | | Arbitrage : Mallinson Cleghorn |

| 7 avril | New York | 2-6 (1-0, 1-2, 0-4) | Toronto | Boston Garden 13 000 spectateurs |

| Feuille de match | Feuille de match                                      | Feuille de match                | Feuille de match | Feuille de match               |
| ---------------- | ----------------------------------------------------- | ------------------------------- | --- | ------------------------------ |
|                  | BU. Cook (Bi. Cook) — 3 min 53 s Brennan — 21 min 9 s | 1-0 2-0 2-1 2-2 2-3 2-4 2-5 2-6 | Jackson — 22 min 6 s Conacher — 28 min 58 s Clancy (Primeau) — 41 min 49 s Conacher (Jackson) — 49 min 56 s Clancy (Primeau) — 50 min 51 s Cotton (Primeau) — 57 min 10 s | Arbitrage : Cleghorn Mallinson |
| Roach            | Gardiens                                              | Chabot                          | | Arbitrage : Cleghorn Mallinson |
|                  |                                                       |                                 | | Arbitrage : Cleghorn Mallinson |
|                  |                                                       |                                 | | Arbitrage : Cleghorn Mallinson |

| 9 avril | Toronto | 6-4 (2-0, 1-1, 3-3) | New York | Maple Leaf Gardens 14 866 spectateurs |

| Feuille de match | Feuille de match | Feuille de match                        | Feuille de match | Feuille de match               |
| ---------------- | --- | --------------------------------------- | --- | ------------------------------ |
|                  | Blair (Clancy) — 5 min 39 s Blair (Gracie) — 6 min 11 s Jackson (Primeau, Conacher) — 30 min 57 s Finnigan (Day) — 48 min 56 s Bailey (Conacher, Day) — 55 min 7 s Gracie (Finnigan) — 57 min 36 s | 1-0 2-0 3-0 3-1 4-1 5-1 5-2 6-2 6-3 6-4 | Boucher (Heller) — 34 min 27 s Bi. Cook (Boucher) — 56 min 32 s Boucher (Bu. Cook) — 58 min 26 s Boucher — 59 min 26 s | Arbitrage : Cleghorn Mallinson |
| Chabot           | Gardiens | Roach                                   | | Arbitrage : Cleghorn Mallinson |
|                  | |                                         | | Arbitrage : Cleghorn Mallinson |
|                  | |                                         | | Arbitrage : Cleghorn Mallinson |

## Honneurs remis aux joueurs et aux équipes

### Trophées
| Trophée           | Joueur                     | Équipe                 |
| ----------------- | -------------------------- | ---------------------- |
| Trophée Hart      | Howie Morenz               | Canadiens de Montréal  |
| Trophée Lady Byng | Joe Primeau                | Maple Leafs de Toronto |
| Trophée Vézina    | Charlie « Chuck » Gardiner | Black Hawks de Chicago |

| Trophée                  | Équipe                 |
| ------------------------ | ---------------------- |
| Trophée Prince de Galles | Rangers de New York    |
| Trophée O'Brien          | Canadiens de Montréal  |
| Coupe Stanley            | Maple Leafs de Toronto |

### Équipes d'étoiles
| Position       | Première équipe  | Première équipe        | Deuxième équipe  | Deuxième équipe        |
| Position       | Joueur           | Équipe                 | Joueur           | Équipe                 |
| -------------- | ---------------- | ---------------------- | ---------------- | ---------------------- |
| Gardien de but | Charlie Gardiner | Black Hawks de Chicago | Roy Worters      | Americans de New York  |
| Défenseur      | Ching Johnson    | Rangers de New York    | King Clancy      | Maple Leafs de Toronto |
| Défenseur      | Eddie Shore      | Bruins de Boston       | Sylvio Mantha    | Canadiens de Montréal  |
| Ailier gauche  | Busher Jackson   | Maple Leafs de Toronto | Aurèle Joliat    | Canadiens de Montréal  |
| Centre         | Howie Morenz     | Canadiens de Montréal  | Hooley Smith     | Maroons de Montréal    |
| Ailier droit   | Bill Cook        | Rangers de New York    | Charlie Conacher | Maple Leafs de Toronto |